# Pirin (Berg)
Der Pirin (bulgarisch Пирин) ist ein Berggipfel im Piringebirge im Südwesten Bulgariens in der Gemeinde Simitli, rund 14 km westlich von Kresna. Der Gipfel Pirin ist mit seinen 2593 m einer der niedrigsten des gesamten Gebirges und befindet sich in dessen Nordkamm im Dschindschiriza Reservat des Nationalparks Pirin. Bis 1942 trug der Gipfel den Namen Goljama Dschindschiriza.
Der Pirin-Gipfel hat eine nordöstliche Felswand, an der Bergsteiger mehrere Routen eingehauen haben. Seine anderen Seiten sind mit Bergkiefer zugewachsen. Der Gipfel liegt abseits der Hauptwanderwege und wird selten erklommen. Auf dem Gipfel gibt es ein Gipfelbuch. Am günstigsten ist er vom Dorf Breschani, von der Berghütte Predel (5 Stunden) und von der Berghütte Morawiza (6 Stunden) zu besteigen.